# شهرستان تیلور (کنتاکی)
شهرستان تیلور، کنتاکی (به انگلیسی: Taylor County, Kentucky) یک سکونتگاه مسکونی در ایالات متحده آمریکا است که در کنتاکی واقع شده‌است.